# Port lotniczy Birao
Port lotniczy Birao – międzynarodowy port lotniczy zlokalizowany w Birao, w Republice Środkowoafrykańskiej.